# Regla filogenética del dimorfismo sexual
Regla filogenético de dimorfismo sexual: Si hay una dimorfismo sexual genotípica en cualquier rasgo de la población, esta característica evoluciona de la forma femenina a la forma masculina.
La fase de la evolución puede ser determinada sobre la base de las variaciones de los sexos. Si la variación de un rasgo es mayor en los hombres - la fase de su evolución es divergente; si las variaciones son iguales - la fase es paralelo y si la variación es mayor en las mujeres - la fase es convergente. Esta es la "Regla filogenético de la variación de los sexos".
La norma es parte de la teoría de la evolución de la diferenciación sexual. El dimorfismo sexual en la teoría evolutiva del sexo es visto como una consecuencia de la evolución asíncrona de sexos. En consecuencia, el dimorfismo sexual aparece sólo en el estado de evolución. Esta evolución "distancia" entre los sexos, que aparece con el comienzo de la evolución del rasgo y desaparece en su final. Por lo tanto, el dimorfismo sexual es una consecuencia no sólo de la selección sexual, como Darwin pensaba, pero también: de forma natural, sexual y artificialmente.

## Validación y aplicación de la norma
Se sabe que la evolución de la mayoría de especies de vertebrados fue acompañado por un aumento en el tamaño. Uno puede predecir la dirección del dimorfismo sexual - los machos deben ser más grandes que las hembras. A la inversa, muchas especies de insectos y arácnidos tienden a reducirse el tamaño del macho. Por lo tanto, en los pequeños insectos, es lo contrario, las hembras deben ser más grandes que los machos.
Estas tendencias deben ser observadas en los taxones más pequeña, por ejemplo, en la clase de los mamíferos: los de grandes formas a menudo son más grandes los machos y la pequeña es la hembra. Por ejemplo, los machos de Elefante africano de la sabana pesan hasta 6,5 toneladas, mientras que las hembras pesan sólo hasta 3,5 toneladas. Al mismo tiempo, los de forma pequeño, algunos murciélagos, ardillas voladoras, Mangosta enana, Conejos y otros, machos son más pequeños con más frecuencia que las mujeres.
Regla filogenético de dimorfismo sexual ha sido probado con éxito en un grupo grande (173 especies) de la menor crustáceos (Crustacea). En Cladocera los machos en todos los casos sin excepción son más pequeños que las hembras. Entre más primitivas las formas estos difieren de mayor tamaño. La norma fue confirmada por P. Panteleev en seis especies de roedores. También señaló que a diferencia de otras explicaciones de dimorfismo sexual en el tamaño corporal en roedores, regla filogenético, también se puede aplicar en los casos al revertir el dimorfismo sexual (cuando los machos son más pequeños que las hembras).
G. Skorobogatov lo aplica generalmente para el análisis del problema del alcoholismo y V. Geodakyan - para analizar la duración de la etapas de la ontogenesis en los seres humanos. P. Rajewski y A. Sherman indicaron que, la conformidad con la regla para los órganos filogenéticamente más jóvenes o sistemas de órganos, se caracteriza por el predominio de los tumores en hombres.
Evolución artificial (selección artificial) en animales domésticos fue dirigida por el humano. Se puede esperar que los signos económicos-valiosa necesitan ser más avanzados en los hombres. De hecho, en la dirección de la carne en la cría de ganado, por lo general los machos dan mucha más carne (sobre todo en su castración), mejor calidad, mayor conversión alimenticia y la dinámica de aumento de peso que en las hembras. Los carneros machos castrados y no castrados proporcionan 1,5-2 veces más lana que las hembras.
En la cría de caballos, los machos son superiores a las hembras cuando se utiliza como un deporte y como animales de trabajo. Lo mismo puede decirse de los camellos y ciervos. Los machos en animales de peletería la piel es mejor que en las mujeres. En los gusanos de seda machos la productividad es de un 20-25% mayor que la femenina.

### El dimorfismo sexual en las plantas
La regla también puede explicar el dimorfismo sexual en plantas, que es difícil de explicar desde el punto de la teoría de la selección sexual de Darwin. Por ejemplo, existente dimorfismo sexual en forma de hojas. En el álamo los ejemplares hembra tienen unas hojas más alargadas, y en el varón, es más redondeadas. Los ginkgo hembras las hojas de los árboles tienen bordes lisos y más fino, y en el macho son más resistente y grande. Como se sabe, en precursores filogenéticos del álamo tenían hojas estrecha (como el sauce) y las hojas de ginkgo – eran sin cortar.
Durante el proceso de evolución en las angiospermas se llevó a cabo la reducción de gametofito. La reducción del gametofito masculino fue más allá, que en las mujeres: el gametofito femenino tiene 8 células, mientras que el del varón - sólo 3.

### Formas parasitarias
Se sabe que la evolución, de muchas formas parasitarias era como si fueran en dos direcciones. Por un lado, estas especies han desarrollado toda una serie de características que proporcionan la búsqueda y la convivencia con el anfitrión. Por otro lado, muchas rasgos, en los órganos ó incluso ensistemas de órganos fueron sometidos a reducción. La norma prevé que en el caso del desarrollo de nuevas características y la reducción de los existentes, los machos supere la capacidad de las mujeres, por lo que los hombres destacados en peligro de extinción deben ser más primitivos.